# Durránská říše
Durránská říše (paštunsky: د درانیانو واکمني), případně také Afghánská říše, byl státní útvar se středem v Afghánistánu, zahrnující severovýchodní Írán, dnešní Pákistán a indické území Paňdžáb. Vznikl roku 1747 ve městě Kandahár pod velením Ahmada Šáha Durráního, afghánského vůdce kmene Abdálí a vojenského velitele spadajícího pod perského vládce Nádira Šáha. Po Ahmadovi smrti v roce 1773 se vlády ujali jeho potomci a hlavní město bylo přemístěno do Kábulu. Ahmad a jeho potomci pocházeli z rodové linie Sadozaiů. Sadozaiové spadali k Abdálíům (později zvaným Durrániové) a stali se druhými paštunskými vládci Kandaháru.
Za podpory kmenových vůdců dokázal Ahmad Šáh rozšířit Afghánci ovládaná území od Mašhadu ke Kašmíru a Dillí a od řeky Amudarja k Arabskému moři. Durránská říše se stala společně s Osmany největší muslimskou říší druhé poloviny 18. století. Durránská říše je vnímána jako základ dnešního Afghánistánu a Ahmada Šáha Durráního Afghánci považují za „otce národa”.

## Historie

### Vláda Ahmada Šáha (1747 – 1772)
Vláda Nádira Šáha, turkitského panovníka z dynastie Afšárovců, skončila v červnu roku 1747, kdy byl Šáh zabit vlastními perskými vojáky. V říjnu téhož roku svolali afghánští kmenoví vůdci velkou radu (loya jirga), jež se konala ve městě Kandahár. Příčinou byla potřeba zvolit nového vládce Abdálíjské konfederace. Zvoleným se stal mladý, teprve 25letý, Ahmad Šáh Abdálí. I přes svůj nízký věk oproti ostatním uchazečům existovala spousta faktorů mluvící v jeho prospěch.
Ahmad byl přímý potomek Asaduláha Chána, zakladatele rodu Sadozai, který byl v té době nejvýznamnějším paštúnským kmenem. Disponoval vycvičenou armádou čtyř tisíc jezdců neboli kavaleristů a sám byl zkušeným válečníkem a charismatickým vůdcem. A v neposlední řadě vlastnil značnou část bohatství Nádira Šáha.
Ahmad krátce po svém zvolení přijal titul Padšáh durr-i durrān. Paštúnští Abdálíové začali být známí jako Durráníové a z Abdálíjské konfederace se stala Durránská.

#### Brzká vítězství
Ahmadovo panování začalo obsazením města Ghazní, patřící do té doby kmenu Ghilzai, a Kábulu, které ovládal místní vladař. Roku 1749 byl vládce Mughalské říše nucen přenechat Durráncům provincie Paňdžáb a Sindh a důležitý dopravní uzel v podobě řeky Indus, aby ochránil své zbylé bohatství. Značné územní zisky bez boje na východě umožnili Ahmadovi obrátit se opačným směrem a pokusit se o dobytí provincie Herát, které náleželo vnuku Nádira Šáha, Šáhruchovi. Hlavní město provincie, nesoucí také název Herát, padlo do rukou Afghánců až po téměř ročním obléhání. Totéž platí o městě Mašhad. Poté poslal svá vojska podrobit území severně od pohoří Hindúkuš.
Ahmadova mocná armáda následně rychle získala kontrolu nad turkickými kmeny v severním Afghánistánu. Po této akci vtrhl Ahmad opět do zchátralé Mughalské říše, aby upevnil svojí vládu nad Paňdžábem a Kašmírem. Začátkem roku 1757 vyplenila afghánská vojska Dillí a stáhla se s cenným lupem zpět. Mughalům bylo dovoleno setrvat v loutkové vládě nad městem, zatímco Ahmad Šáh potvrdil svou nadvládu nad regiony Paňdžáb, Sindh a Kašmír. Poté Ahmad opustil Indii a vrátil se do Afghánistánu. Jeho indické zájmy prosazoval druhý syn Tímur Šáh.

#### Východní Turkistán a Ujgurové
Ahmad Šáh soucítil s muslimskými, v nepříjemné situaci se zmítajícími Ujgury, jejichž území obsadila vojska čínské dynastie Čching, která se rozhodla pro expanzi západním směrem. Pokusil se tedy shromáždit sousední muslimské národy a zabránit tak dalšímu mandžuskému postupu. Dalšími kroky bylo zastavení obchodu s mandžuskou Čínou a přesun vojsk do oblasti Kókandu. Protože však jeho tažení v Indii vyprazdňovala státní pokladnu a jeho armády byly roztroušeny po Střední Asii, neměl Ahmad dostatečné prostředky dále konfrontovat čínského císaře Čchien-lunga. Proto alespoň kontaktoval prostřednictvím vyslanců císařský dvůr v Pekingu, ve snaze zklidnit situaci ve východním Turkestánu. Avšak jednání se nesetkala s úspěchem.

#### Třetí bitva u Pánipátu
Od vlády Aurangzéba, který zemřel roku 1707, moc Mughalů v severní Indii upadala. Mezi roky 1751 a 1752 podepsali Mughalové smlouvu s Maráthovci, kde byla ustanovena faktická kontrola Maráthské říše nad Indií z jejich centra v Puné, zatímco vláda Mughalů se omezovala pouze na město Dillí. Maráthské úsilí se nyní upínalo k expanzi na severozápad Indie. Podařilo se jim vyhnat Tímura Šáha a získat pod kontrolu Láhaur, Multán, Kašmír a další území. Tak byl Ahmad Šáh Durrání nucen obrátit se zpět indickým směrem a čelit četným útokům ze strany Maráthské říše ještě roku 1757, kdy se teprve vrátil do Kandaháru z tažení proti Mughalům.
Ahmad vyhlásil Maráthům svatou islámskou válku, džihád, a získal vojenskou podporu nejen paštúnských kmenů, kteří reagovali na tuto událost. Po několika menších potyčkách následovalo afghánské vítězství proti maráthské osádce v severozápadní Indii. Přibližně roku 1759 dosáhla Ahmadova vojska města Láhaur, připravena na střet s Maráthy. Kolem roku 1760 vytvořily sloučené maráthské oddíly velkou armádu pod velením Sadašivraa Bhaua.  V lednu 1761 byl Pánipát opět svědkem konfliktu o nadvládu nad severní Indií. Třetí bitva u Pánipátu byla bojem mezi převážně muslimskou a převážně hinduistickou armádou s válečnou frontou o délce 12 kilometrů. Po jasné porážce Maráthů mělo následovat klidné převzetí původně kontrolovaných oblastí, ale nestalo se tak.

#### Úpadek
Při vítězství v bitvě u Pánipátu se Ahmad a jeho říše nalézali v období velké moci a síly. V té době patřilo Durránské impérium k největším muslimským říším na světě. Ale ještě před Ahmadovou smrtí začal úpadek. Koncem roku 1761 nabyli Sikhové moci a převzali kontrolu nad velkou částí Paňdžábu. Rokem 1762 Ahmad Šáh putuje z Afghánistánu na pošesté podmanit si Sikhy. Zaútočil na město Láhaur, povraždil tisíce Sikhů poté, co ovládl jejich svaté město Amritsar a zničil uctívaný Zlatý Chrám. Během dvou let Sikhové znovuvybudovali svatý Amritsar a opět povstali. Následné Ahmadovo úsilí o trvalé podmanění Sikhů bylo neúspěšné.
Ahmad čelil rovněž povstáním na severu. Po konfliktech s uzbeckým emírem z Buchary se nakonec oba dohodli, že hranicí jejich říší bude řeka Amudarja. Na sklonku života se Ahmad stáhnul do svého domova v horách východně od Kandaháru, kde 14. dubna 1773 zemřel.